# طارق العريس
طارق العريس (من مواليد 1973) هو أستاذ جيمس رايت ورئيس قسم دراسات الشرق الأوسط في كلية دارتموث ، وهو روائي بارع ومؤلف كتاب الماء على النار: مذكرات الحرب . 

## تعليم
ولد طارق العريس عام 1973 في بيروت خلال الحرب الأهلية اللبنانية (1975-1990).  حصل على درجة البكالوريوس في الفلسفة من الجامعة الأمريكية في بيروت ودرجة الدكتوراه في الأدب المقارن من جامعة كورنيل .  تدرب في الفلسفة والدراسات الأدبية والدراسات البصرية والثقافية، وتركز أبحاثه بشكل كبير على مفاهيم الحداثة والأمة والمجتمع في الأدب العربي والأدب المقارن والثقافة البصرية والشعبية والإعلام الجديد.  يركز العريس على وجه التحديد على الأدب والثقافة والفنون العربية. النظرية الأدبية، ووسائل الإعلام الجديدة، والعلوم الإنسانية الرقمية؛ دراسات النهضة والحداثة؛ كتابة الرحلات ورواية الحرب. دراسات الخيال العلمي واليوتوبيا؛ الفلسفة والأدب الفرنسيان في القرنين الثامن عشر والتاسع عشر؛ ودراسات النوع الاجتماعي والجنس. 

## مهنة أدبية
يتناول كتاب العريس الأول "تجارب الحداثة العربية: التأثيرات الأدبية والسياسة الجديدة" (فوردهام، 2013) اللقاء العربي مع أوروبا في العصر الحديث، وسد الفجوة بين النهضة (ما يسمى بالمشروع العربي للتنوير) وما بعد الاستعمار. ورواية ما بعد الحداثة. من خلال تحدي المفاهيم السائدة للحداثة، والتي تتعامل معها إما كأيديولوجية غربية فرضها الاستعمار أو سرد عالمي للتقدم والابتكار، تقدم هذه الدراسة بدلاً من ذلك قراءات قريبة للعروض والتحديات المتزامنة للحداثة. وهو يدرس عن كثب أعمال مؤلفين مثل رفاعة الطهطاوي ، وأحمد فارس الشدياق ، والطيب صالح ، وحنان الشيخ ، وحمدي أبو جليل ، وأحمد العايدي . في حوار مع نظرية التأثير والتفكيك والتحليل النفسي، يكشف الكتاب أن هذه التجارب هي مواجهة عنيفة ومستمرة مع الحداثة وداخلها. 
يستكشف كتابه الثاني، "التسريبات والاختراقات والفضائح: الثقافة العربية في العصر الرقمي" (برينستون، 2019)، المواجهة العربية مع الفضاء السيبراني. من خلال التركيز على جيل جديد من الناشطين والمؤلفين الرقميين، يربط العريس ويكيليكس بألف ليلة وليلة، والهجمات الإلكترونية بالغارات القبلية قبل الإسلام، والنشاط الرقمي بصناعة المشهد العاطفي للثقافة الشعبية العربية. إنه ينقل الأطر المعرفية والتاريخية من حالة ما بعد الاستعمار إلى الحالة الرقمية ويظهر كيف تتحدى وسائل الإعلام الجديدة الرواية باعتبارها الوسيلة التقليدية للوعي السياسي والنقاش الفكري. ومن خلال التنظير لصعود "الذات المتسربة" التي تكشف وتجادل وتكتب من خلال وسائل فوضوية ولكنها سياسية للغاية، يستكشف الكتاب المشهد المتغير للحداثة العربية في العصر الرقمي ويتتبع كيف يمكن لمفاهيم مثل الأمة، والمجتمع، والسلطة، يتم اختراق المثقف والمؤلف والرواية وإعادة ترميزها من خلال أنماط جديدة من المواجهة والتداول والمعارضة. 
وفي عام 2021، حصل العريس على زمالة غوغنهايم لاستكمال كتابه الجديد، الماء على النار: مذكرات الحرب . بالتناوب بين وجهة نظره كطفل وشخص بالغ، يستكشف الكتاب كيف نعيش مع الصدمة، ويوضح بشكل مؤثر التأثير العميق للحرب على تصورنا للعالم، ومخاوفنا ورغباتنا. إن مذكراته الشخصية هي في آن واحد تاريخية وعالمية وفكرية واستبطانية، وهي نتيجة لعملية تنقيب طويلة ومؤلمة تكشف عن الاضطرابات الداخلية ومأزق الصراع والانفصال. إنها قصة عن الأشياء والعناصر، مثل الماء والنار، وكيف أن مواجهة هذه العناصر تثير الارتباطات، وتربط الحاضر والماضي، والزمان والمكان. 
العريس هو محرر النهضة العربية: مختارات ثنائية اللغة من النهضة (MLA، 2018) ومحرر مشارك لمجلة Queer Affects ، العدد الخاص من المجلة الدولية لدراسات الشرق الأوسط (2013). حصل على زمالة EUME في منتدى الدراسات عبر الإقليمية في برلين (2012-13) والمجلس الأمريكي للجمعيات العلمية (ACLS) (2015-16). تمت مراجعة أعماله في صحيفة نيويورك تايمز، وملحق التايمز الأدبي، والاختيار. 

## أعمال
- محاكمات الحداثة العربية: التأثيرات الأدبية والسياسة الجديدة (2013)
- التسريبات والاختراقات والفضائح: الثقافة العربية في العصر الرقمي (2019)
- الماء على النار: مذكرات الحرب (2023)
- النهضة العربية: مختارات ثنائية اللغة من النهضة (محرر)